# کریستیانو مینلونو
کریستیانو مینلونو (متولد ۲۷ مارس ۱۹۴۶) ترانه‌سرای ایتالیایی، تهیه‌کننده موسیقی و نویسنده برنامهٔ تلویزیون است. وی همچنین به پوپی مینلونو معروف است.